# 鰻形石斧脂鯉
鰻形石斧脂鯉，為輻鰭魚綱脂鯉目脂鯉亞目脂鯉科的其中一個種。分布於南美洲巴西亞馬遜河流域，體長可達16.3公分，棲息在沙底質水域，成群活動，以植物、昆蟲及甲殼類等為食，生活習性不明，可作為食用魚。

## 扩展阅读
維基物種上的相關：鰻形石斧脂鯉